# Erik Trolle (domprost)
Erik Trolle, död 1459 i Lübeck, var en svensk präst och domprost. 

## Biografi
Trolle var son till riksrådet Birger Trolle och Kjerstin Knutsdotter. Han blev 1444 student vid Leipzigs universitet, Leipzig. 1458 blev han domprost i Linköpings församling. Trolle avled av förgiftning 1459 i Lübeck  och är begravd i Vadstena kloster.